# Qaraməryəm
Qaraməryəm (ryska: Карамарьям) är en ort i Azerbajdzjan.   Den ligger i distriktet Göyçay, i den centrala delen av landet, 160 km väster om huvudstaden Baku. Qaraməryəm ligger 151 meter över havet och antalet invånare är 1 145.
Terrängen runt Qaraməryəm är huvudsakligen kuperad, men österut är den platt. Närmaste större samhälle är İvanovka, 14,9 km norr om Qaraməryəm. 
Trakten runt Qaraməryəm består till största delen av jordbruksmark. Runt Qaraməryəm är det ganska tätbefolkat, med 60 invånare per kvadratkilometer.